# Dekanat Kłomnice
Dekanat Kłomnice  – jeden z 36 dekanatów rzymskokatolickich należących do  archidiecezji częstochowskiej. Należy do regionu radomszczańskiego.

## Parafie
Do dekanatu Kłomnice należy 8 parafii:
- Borowno – parafia św. Wawrzyńca DkM
- Garnek – parafia Niepokalanego Poczęcia NMP
- Kruszyna – parafia św. Macieja Apostoła
- Kłomnice  – parafia św. Marcina BW
- Rzerzęczyce – parafia św.Floriana Męczennika
- Widzów – parafia Nawiedzenia NMP
- Witkowice – parafia św. Stanisława BM
- Zawada – parafia św. Apostołów Piotra i Pawła